# كريستوفر جاي ووكر
كريستوفر جاي ووكر (بالإنجليزية: Christopher J. Walker)‏ هو مؤرخ بريطاني، ولد في 1942، وتوفي في أبريل 2017.